# Kishangarh
Kishangarh o Kishengarh  fou un principat de l'Índia, a la residència de Jaipur a la Rajputana. Limitava al nord i nord-oest amb Jodhpur; a l'est amb Jaipur; a l'oest, sud-oest, i sud-est amb la província britànica d'Ajmer-Merwara; i al sud amb el petit principat de Shahpura. La salutació de l'estat era de 15 canonades.

## Geografia i clima
Estava format per dos parts principals i cinc petits enclavaments amb un poblet cadascun i algun dos poblets. Les dos parts principals mesuraven de nord a sud 128 km i l'amplada era de 32 km al centre encara que a l'extrem sud només eren 3 km. La part nord, la més llarga, era arenosa i creuada per tres serralades que corren del sud-oest al nord-est i són derivacions dels Aravalli; l'altura màxima és de 634 metres; la part sud és plana i fèrtil; els rius només porten aigua durant i immediatament després de les pluges; el principals són el Rupnagar que desaigua en el llac Sambhar, el Mashi (amb el seu afluent el Sohadra) i el Dain (que desaigua al Banas).
El clima és sec i calorós; la malària afectava molta gent a l'octubre i novembre. La pluja mitjana és inferior al mig litre per metre quadrat, encara que hi ha anys que ho sobrepassa i anys que no hi arriba. Plou més cap al sud.
La superfície era de 2.222 km², dels quals 538 km² eren a la part sud i la resta a la part nord.

## Població
L'estat estava formar per 221 ciutats i pobles. La principal ciutat era Kishangarh (ciutat), seguida de Rupnagar i Sarwar, totes tres municipalitats.
La població al cens del 1881 era 112.633 habitants, el 1891 de 125.516 habitants, el 1901 de 90.970 habitants i el 1931 de 85.744 habitants.
L'ètnia principal eren els jats (17%); els seguien els mahajans (8%), els bramans (7%), els gujars (6%) i els rajputs (4%).

## Llengua i religió
La llengua principal era el dhundari (en una forma dialectal local), però a la part nord era corrent parlar el merwari, un dels dialectes del rajasthaní.
Hindús eren el 87% i musulmans el 8% i jains el 4%. Un 1% practicava altres religions entre els quals un petit nombre de cristians (31)

## Govern i administració

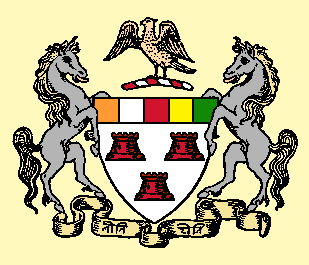
Escut

Estava dividit en cinc hukumats o districtes: 
- Arain
- Bandar Sindri
- Kishangarh
- Rupnagar
- Sarwar

Sarwar era el territori del sud i els altres quatre formaven el territori del nord.
L'administració corresponia al sobirà que porta el títol de maharajà, assistit per un consell de dos membres, el més vell dels quals és anomenat diwan. Al front de cada districte hi havia un hakim  excepte al distrocte de Kishangarh, administrat per un recaptador. Cada districte tenia recaptadors anomenats tashildars, assistits per naibs-tashildars.

## Segells i moneda
A l'estat hi havia quatre oficines de correus tres d'elles amb telègraf; el darbar (govern) tenia el seu propi sistema postal i emissions de segells, amb 13 oficines locals. Emissions de segells pròpies apareixen entre 1884 i 1947.
L'estat disposava de moneda pròpia; la rúpia era coneguda com a chaubisania (any 24è). Va desaparèixer per la seva devaluació al començament del segle XX.

## Escut i bandera
L'escut de l'estat era de plata amb tres torres (2 i 1) de gules i a la part superior una franja horitzontal dividida en cinc colors: safrà, plata, vermell, daurat i verd. Al damunt un falcó de gules amb les ales desplegades, al damunt d'una branca safrà i plata. L'escut estava aguantat per dos cavallers negres; a la part inferior una cinta daurada amb el lema "Niti Riti" (Lleis i costums) en vermell. Una variació de l'escut presenta una copa daurada entre la part superior i el falco, amb dos files de fulles de sinople; una altra variació presenta la cinta amb el lema a la part superior en semicercle. Una imatge de l'escut és en aquest enllaç, on la bandera no és correcta.
La bandera de l'estat és de tres franges horitzontals, negre sobre blanc sobre vermell. La proporció és 11:7 i, per tant, no és rectangular a la manera convencional, sinó rectangular vertical. Una de les poques imatges que representen la bandera correctament es pot trobar a flagspot.net.
L'estendard personal del maharajà estava format per tres banderins triangulars vermells, un damunt l'altra (el conjunt del tres era més llarg que alt).

## Exèrcit i policia
L'estat disposava d'una força de 220 regulars (84 de cavalleria i 136 d'infanteria) i 1739 irregulars (836 de cavalleria i 903 d'infanteria). Els irregulars són proveïts pels jagirdars. Hi havia 65 canons i 35 artillers.
La policia eren 511 homes dels quals 187 eren rajputs sepoys de la infanteria irregular i 91 chaukidars o policies locals. Hi havia nou estacions de policia. A la capital hi havia una presó central, i tres més a Arain, Rupnagar i Sarwar, amb capacitat entre totes per 153 presoners.

## Justícia
L'estat es regia pels seus propis codis basats en els de l'Índia Britànica. Dels quatre hakims, un tenia poders de magistrat de tercera classe i la resta de segona classe, podent tots jutjar casos civils menors; els poders per casos civils més importants i per casos criminals corresponia als sadr faujdari, magistrats de primera classe i magistrat especial del districte de Kishangarh per tota mena de delictes excepte els civils que corresponien a un tribunal de Causes Menors i a un tribunal anomenat sadr diwani (Cort Civil en cap). Per damunt la cort d'apel·lació per casos civils i criminals i per damunt el consell o cort suprema de l'estat que només podia adoptar sentències de mort si era presidit pel maharajà.

## Possessió de la terra
La possessió de la terra era en arrendament de l'estat amb les modalitat de khalsa, "jagir" i muafi. Els jagirdars havien de fer serveis pel maharajà aportant cavallers, o fer pagaments; també havien d'assistir al maharajà al seu aniversari i a alguns festivals; eren hereditaris fins i tot per via d'adopció però podien ser confiscats pel govern (darbar). Els llocs muafi eren concedits a bramans, charans o bhats i a institucions de caritat o religioses, i estaven lliures de renda, però no es podien vendre. Les terres khalsa eren concessions directes del maharajà de les que el darbar (govern) cobrava directament la renda, i podien retornar al maharajà quan aquest ho decidís, però de fet el retorn era excepcional; la renda era entre ¼ i 1/3 del producte.

## Economia i comunicacions
La majoria de la població vivia de l'agricultura i la ramaderia (només el 45% directament de l'agricultura, però com activitat principal el percentatge era més gran); un 18% es dedicava a la indústria amb teixit de cotó, ceràmica, treball en pedres precioses; un 6% treballava en el comerç.
Els cultius principals eren la bajra, el jowar, el "mung" i el "moth". A la part central era abundós el moresc, la civada, el blat i el cotó.
El bestiar era del tipus gujaratí, de mesura mitjana i dur en el treball. Una fira de bestiar es feia cada any a l'agost a Sursara, prop de Rupnagar
Hi ha mines de granates a Sarwar, pedra bona per la construcció a Silora prop de la capital i marbre, de color blanc a Tonkra, rosa a Narwar, a l'oest de la capital, i negre a Jak i altres llocs al nord.
Les exportacions principals eren cotó i llana i les importacions sucre, i cereals
El ferrocarril Rajputana-Malwa travessa la part nord de l'estat del sud-oest al nord-est, amb estació a la capital.
L'estat va patir freqüents escassetats i algunes fams: 1755-1756, 1783-1784, 1803-1804, 1848-1849, 1868, 1872, 1891 i 1899-1900. En aquesta darrera es creu que va morir el 70% dels ramats i el 30% de la població. La fam es va reproduir el 1901-1902

## Educació i sanitat
El 95,4% de la població era analfabeta el 1901 (91,6% homes i 99,4% dones). Les institucions educatives a l'estat eren de 29 el 1901, de les quals 17 eren del govern, 10 privades i 2 religioses. L'única escola secundària era a la capital.
L'estat disposava d'1 hospital i 3 dispensaris. La vacunació es feia amb èxit al segle XX.

## Història
La dinastia governant pertanyé al clan rathor dels rajputs i descendia d'Udai Singh de Jodhpur a través del seu segon fill Kishan Singh, nascut el 1575. Kishan va romandre a Jodhpur fins al 1596 i en aquest any, enfrontat amb el seu germà gran Sur Singh, llavors raja de Jodhpur, se'n va anar a Ajmer; rebut en audiència per Akbar, aquest li va concedir el districte d'Hindaun (després part de l'estat de Jaipur); pels serveis efectuats va obtenir Setholao i alguns altres districtes. El 1611 va fundar Kishangarh, propera a Setholao i els seus dominis foren coneguts en endavant com Kishangarh.
Kishan portava el títol de raja que li havia donat Akbar però Djahangir li va concedir el títol de maharajà; va morir el 1615.
Va tenir divuit successors (sumat ell mateix foren per tant 19 maharajàs) el quart dels quals, Rup Singh (1644-1658) fou favorit de Shah Djahan, pel qual va combatre i va obtenir diverses victòries; va fer tres expedicions a l'Afganistan i va tenir el comandament de cinc mil homes i el govern de diversos territoris, incloent la fortalesa i el districte de Mandalgarh, després part del principat d'Udaipur.
El setè sobirà fou Raj Singh (1706-1748) va lluitar en la batalla de Jajau en el bàndol de Shah Alam Bahadur Shah contra Azam Shah, i va quedar ferit; com a recompensa va rebre els districtes de Sarwar i Malpura.
El seu successor Sawant Singh va donar la meitat del seu territori al seu germà petit Bahadur Singh i ell mateix va governar la part nord amb seu a Rupnagar; era un home molt religiós que es va retirar a Brindaban on va morir el 1764. El seu fill Sardar Singh només va governar dos anys i va deixar com a hereu un menor, sota la regència de Bahadur Singh que així va governar tot el país fins a la seva mort el 1781.
El tretzè sobirà fou Kalyan Singh (1797-1832). El 1818 va signar el tractat que va establir el protectorat britànic. Va governar de manera excèntrica i va tenir freqüents disputes amb els nobles; va fugir a Delhi on va obtenir diversos títols i privilegis de l'emperador. La situació a l'estat va empitjorar i els dos bàndols havien entrat en guerra, que es va aturar després de demanar una mediació del govern britànic; al mateix temps el maharajà fou advertit que si no retornava a Kishangarh, els britànics derogarien el tractat i en farien un de nou amb els takhurs (nobles) rebels. Kalyan va retornar i quan va veure la situació va oferir renunciar al govern, però la renuncia no fou acceptada; llavors va fixar residència a Ajmer i els takhurs rebels van proclamar al seu hereu com a sobirà teòric i van posar setge a la capital i estaven a punt de conquerir-la quan el maharajà Kalyan va acceptar la mediació de l'agent polític britànic, pel qual es van arranjar els principals problemes; però la reconciliació es va demostrar que no era sincera i el 1832, en esclatar altre cop conflictes, Kalyan va abdicar en el seu fill Mohkan (o Mokham) Singh que va governar fins al 1840.
El va succeir el seu fill adoptiu Prtithwi Singh, que va administrar l'estat amb prudència i encert; el 1862 va rebre el sanad (decret) sobre el dret d'adopció; el 1877 va rebre dos canonades addicionals com a salutació (de 13 a 15). Va morir el 1879 i el va succeir el seu fill Sardul Singh, que va seguir la política paterna.
Va morir el 1900 i el va substituir el seu únic fill Madan Singh, el dissetè sobirà. Va morir el 10 de gener de 1926 i va pujar al tron el fgill adoptiu Yagyanarayan Singh príncep de Karkheri.
El petit estat de Karkheri (8 pobles) havia estat concedit per Prithwi Sing al seu segon fill maharaj Jawan Singh el 1878, i en el seu govern el va succeir el seu fill Yagyanarayan Singh, que el 1926 va heretar Kishangarh. Va morir el 3 de febrer de 1939. El va succeir el seu fill adoptiu Sumer Singh, descendent (setena generació) de Birad Singh, fill biològic de Budh Singh, jagirdar de Zorawadpura, nascut el 1929.
Sota el seu mandat, dirigit l'estat per un consell de regència, es va formar la Unió del Rajasthan amb el mateix Kishangarh i Banswara, Bundi, Dungarpur, Jhalawar, Pratapgarh, Shahpura, Tonk i Kotah, establerta formalment el 25 de març de 1948 a la que es va afegir Udaipur tres dies després i formalment el 18 d'abril de 1948. El 30 de març de 1949 s'hi van unir els grans estats (Jaipur, Jodhpur, Jaisalmer i Bikaner) i es va formar el Gran Rajasthan, i finalment s'hi va incorporar la Unió de Matsya el 15 de maig de 1949 i es va former l'estat de Rajasthan. El maharajà va morir el 16 de febrer de 1971.

## Llista de maharajàs
- Kishan Singh 1611-1615
- Sahas Mal 1615-1618
- Jag Mal 1618-1628
- Hari Singh 1628-1644
- Rup Singh 1644-1658
- Man Singh 1658-1706
- Raj Singh 1706-1748
- Samant Singh 1748-1757
- Sardar Singh 1757-1766
- Bahadur Singh 1766-1781
- Birad Singh 1781-1788
- Pratap Singh 1788-1797
- Kalyan Singh 1797-1832
- Mokham Singh 1832-1840,
- Prithwi Singh 1840-1879
- Sadul Singh 1879-1900
- Madan Singh 1900-1926
- Yagyanarayan Singh, 1926-1939
- Sumer Singh 1939-1949